# Імені Абжапара Жилкішиєва
імені Абжапа́ра Жилкіши́єва (каз. Абжапар Жылқышиев ат.а.) — село у складі району Турара Рискулова Жамбильської області Казахстану. Входить до складу Орнецького сільського округу.
У радянські часи село називалося Кизил-Ту.
Населення — 678 осіб (2021; 533 у 2009, 682 у 1999, 641 у 1989).